# Chủ nghĩa xã hội nhà nước
Chủ nghĩa xã hội nhà nước là một cách gọi cho tất cả các tư tưởng kinh tế và chính trị ủng hộ việc quốc hữu hóa phương tiện sản xuất vì bất kì mục đích nào, dù để làm giải pháp tạm thời tiền đề cho việc chuyển đổi từ chủ nghĩa tư bản sang chủ nghĩa xã hội, hay là làm cơ sở căn bản cho chủ nghĩa xã hội đó. Từ này thường được dùng, đôi khi ngang nghĩa với chủ nghĩa tư bản nhà nước (mặc dù trong thực tế cả hai thuật ngữ có nhiều tính chất khác biệt) khi nhắc đến các hệ thống kinh tế của các nước theo chủ nghĩa Marx – Lenin như Liên bang Xô viết để nhấn mạnh vai trò của kinh tế theo kế hoạch trong những nền kinh tế này, trong khi những nhà phê bình hệ thống kinh tế hay chính trị của nước này thường gọi nó là "chủ nghĩa tư bản nhà nước". Những nước này thường chỉ có một số lượng giới hạn các tính chất của chủ nghĩa xã hội.
Chủ nghĩa xã hội nhà nước được đặt ở vị trí đối lập với chủ nghĩa xã hội tự do cá nhân, một chủ nghĩa không đồng tình với quan điểm chủ nghĩa xã hội có thể được xây dựng nên bằng việc sử dụng cơ sở hạ tầng nhà nước sẵn có hay bằng các chính sách nhà nước. Ngược lại, những người ủng hộ chủ nghĩa xã hội nhà nước nói rằng nhà nước, qua các cân nhắc quản lý thực tế, bắt buộc phải đóng vai trò ít nhất là tạm thời trong việc xây dựng chủ nghĩa xã hội. Chúng ta có thể nghĩ đến một nhà nước dân chủ mà nhà nước đó nắm các phương tiện sản xuất nhưng được tổ chức theo một phong cách cùng tham gia, hợp tác, dựa vào đó đạt được cả quyền làm chủ chung của tài sản sản xuất lẫn dân chủ nơi làm việc trong các hoạt động hàng ngày.

## Lịch sử
Triết lý của chủ nghĩa xã hội nhà nước đầu tiên được Ferdinand Lassalle thuyết giảng một cách rõ ràng. Ngược lại với quan điểm của Karl Marx, Lassalle bác bỏ khái niệm về nhà nước như một cơ cấu quyền lực dựa trên giai cấp mà nhiệm vụ chính là để bảo tồn cấu trúc giai cấp hiện có; do đó Lassalle cũng bác bỏ quan điểm của chủ nghĩa Marx cho là nhà nước chỉ có một đường là "tàn lụi dần". Lassalle coi nhà nước là một thực thể độc lập với lòng trung thành của giai cấp và là một công cụ của công lý, vì vậy là cần thiết để đạt được chủ nghĩa xã hội. 
Các khái niệm ban đầu của chủ nghĩa xã hội đã được trình bày bởi các triết gia của phái vô chính phủ và tự do cá nhân chủ nghĩa phản đối khái niệm nhà nước. Trong "Statism and Anarchy" (Nhà nước và vô chính phủ), Mikhail Bakunin xác định một xu hướng theo nhà nước trong phong trào chủ nghĩa Marx, trái ngược với chủ nghĩa xã hội vô chính phủ, do triết lý của Karl Marx. Bakunin dự đoán thuyết chuyển đổi từ chủ nghĩa tư bản sang chủ nghĩa xã hội của Marx, trong đó tầng lớp lao động giành chính quyền thành lập nhà nước chuyên chính vô sản, cuối cùng sẽ dẫn đến việc lấn chiếm cưỡng đoạt quyền hành bởi chính bộ máy nhà nước hoạt động vì lợi ích riêng của hệ thống bộ máy đó, mở ra một hình thức mới của chủ nghĩa tư bản chứ không phải là thiết lập chủ nghĩa xã hội.
Trên phương diện là một hệ tư tưởng chính trị, chủ nghĩa xã hội nhà nước nổi bật lên trong thế kỷ 20 với các cuộc cách mạng Bolshevik, Lenin và các cuộc cách mạng Marx – Lenin sau đó, nơi việc đơn đảng kiểm soát cả nước, và mở rộng ra, kiểm soát các lĩnh vực chính trị và kinh tế của xã hội được biện minh như một phương tiện để bảo vệ cuộc cách mạng chống lại cuộc nổi dậy phản cách mạng và ngoại xâm. Lý thuyết Stalin về chủ nghĩa xã hội trong một nước là một cố gắng hợp pháp hóa các hoạt động do nhà nước chỉ đạo trong một nỗ lực thúc đẩy công nghiệp hóa Liên Xô.

## Mô tả và lý thuyết
Chủ nghĩa xã hội nhà nước, như một tư tưởng chính trị, là một trong những dòng chính trong phong trào xã hội chủ nghĩa rộng lớn hơn. Nó thường trái ngược với hình thức xã hội chủ nghĩa phi nhà nước hay chống nhà nước, của những người ủng hộ tự quản lý trực tiếp, tổ chức uyển chuyển và trực tiếp hợp tác sở hữu và quản lý các phương tiện sản xuất. Triết lý chính trị trái ngược với chủ nghĩa xã hội nhà nước bao gồm chủ nghĩa xã hội tự do cá nhân, chủ nghĩa xã hội vô chính phủ, chủ nghĩa cộng sản vô chính phủ, chủ nghĩa nghiệp đoàn tự tổ chức (syndicalism), chủ nghĩa xã hội thị trường tự do, De Leonism và dân chủ kinh tế. Những hình thức này của chủ nghĩa xã hội phản đối thứ bậc xã hội chủ nghĩa kỹ trị, quản lý khoa học và kinh tế kế hoạch do nhà nước định hướng.
Khái niệm hiện đại của chủ nghĩa xã hội nhà nước, khi được dùng để nói đến các hệ thống kinh tế và chính trị theo kiểu Xô viết, nổi lên từ một sự lệch hướng trong lý thuyết Marx bắt đầu với Vladimir Lenin. Trong lý thuyết Marx, chủ nghĩa xã hội dự kiến sẽ xuất hiện trong nền kinh tế tư bản phát triển nhất, nơi chủ nghĩa tư bản đối đầu với những mâu thuẫn nội bộ và xung đột giai cấp. "Chủ nghĩa xã hội nhà nước", về mặt khác, trở thành một lý thuyết cách mạng cho những người nghèo nhất, thường ở các nước bán phong kiến trên thế giới. Trong những hệ thống như vậy, bộ máy nhà nước được sử dụng như công cụ tích lũy vốn, buộc phải giải quyết dư thừa từ giai cấp công nhân và nông dân nhằm mục đích hiện đại hóa và công nghiệp hóa các nước nghèo. Các hệ thống như vậy được miêu tả như là chủ nghĩa tư bản nhà nước vì nhà nước tham gia vào việc tích lũy vốn. Tuy nhiên, có một sự khác biệt rõ ràng giữa hai khái niệm. Trong chủ nghĩa xã hội nhà nước, nhà nước, như một thực thể công cộng tham gia vào hoạt động này để đạt được chủ nghĩa xã hội bằng cách tái đầu tư vốn tích luỹ vào xã hội dù là để chi tiêu thêm về việc chăm sóc sức khỏe, về giáo dục, lao động hoặc tiêu dùng hàng hóa, trong khi trong các xã hội tư bản thặng dư chiết từ giai cấp lao động được chi tiêu cho bất cứ nhu cầu nào mà người sở hữu của phương tiện sản xuất muốn.

### Vai trò của nhà nước trong chủ nghĩa xã hội
Trong quan điểm truyền thống của chủ nghĩa xã hội, nhiều nhà tư tưởng bao gồm cả Friedrich Engels và Saint-Simon cho là nhà nước tự nhiên sẽ thay đổi trong một xã hội xã hội chủ nghĩa, với chức năng của nhà nước thay đổi từ một trong những "quyền lực chính trị" đối với mọi người thành một điều hành có tính cách khoa học của các quá trình sản xuất. Cụ thể, nhà nước sẽ trở thành một thực thể kinh tế phối hợp bao gồm các hiệp hội phụ thuộc lẫn nhau chứ không phải là một cơ chế của giai cấp và kiểm soát chính trị, và trong quá trình đó sẽ không còn là một nhà nước theo định nghĩa truyền thống. Trong học thuyết Marxist chủ nghĩa xã hội cuối cùng sẽ nhường đường cho một xã hội cộng sản không có nhà nước.
Trước cuộc cách mạng được phe Bolshevik lãnh đạo ở Nga, nhiều nhóm xã hội chủ nghĩa bao gồm cả các nhà cải cách, các dòng chủ nghĩa Marx chính thống theo chủ nghĩa Cộng sản cộng đồng và phe Menshevik, những người vô chính phủ và người xã hội chủ nghĩa Tự Do cá nhân chỉ trích ý tưởng sử dụng nhà nước để thực hiện các kế hoạch trung ương và quốc hữu hóa các phương tiện sản xuất như là một cách để thiết lập chủ nghĩa xã hội.

## Triển vọng chính trị
Chủ nghĩa xã hội nhà nước theo truyền thống được ủng hộ như một phương tiện để đạt được quyền sở hữu công cộng các phương tiện sản xuất thông qua quốc hữu hóa các ngành công nghiệp. Điều này đã được dự định là một giai đoạn chuyển tiếp trong quá trình xây dựng một nền kinh tế xã hội chủ nghĩa. Các mục tiêu của việc quốc hữu hóa là để tước quyền sở hữu của các nhà tư bản lớn và củng cố ngành công nghiệp để lợi nhuận sẽ thành tài chính công chứ không phải là tài sản riêng. Quốc hữu hóa sẽ là bước đầu tiên trong một quá trình lâu dài của việc xã hội hoá sản xuất. Giới thiệu quản lý nhân viên và tổ chức lại sản xuất để sản xuất trực tiếp để sử dụng chứ không phải là vì lợi nhuận.
Các nhà dân chủ xã hội truyền thống và những người theo chủ nghĩa xã hội dân chủ phi cách mạng biện hộ cho một chuyển tiếp hòa bình dần dần, từ chủ nghĩa tư bản sang chủ nghĩa xã hội. Họ muốn xóa bỏ chủ nghĩa tư bản, nhưng thông qua cải cách chính trị chứ không phải là cuộc cách mạng. Phương pháp tiệm tiến này bao hàm việc sử dụng bộ máy nhà nước hiện hành để từng bước chuyển xã hội về hướng chủ nghĩa xã hội, và đôi khi bị chế nhạo bởi các nhà chủ nghĩa xã hội khác là một hình thức "chủ nghĩa xã hội từ trên cao" hay chính trị "chủ nghĩa tinh hoa" dựa trên các phương tiện bầu cử để đạt được chủ nghĩa xã hội..
Ngược lại, chủ nghĩa xã hội Marx và chủ nghĩa xã hội mang tính cách mạng cho rằng một cuộc cách mạng xã hội chủ nghĩa là con đường thực tế duy nhất để thực hiện những thay đổi cơ bản trong cơ cấu của xã hội. Người Marxist thường duy trì quan điểm là, (một số tin vào đập tan nhà nước ngay lập tức) sau một thời gian nhất định dưới chủ nghĩa xã hội, nhà nước sẽ "tàn lụi" vì phân biệt giai cấp không còn tồn tại và dân chủ đại diện sẽ được thay thế bởi nền dân chủ trực tiếp trong các hiệp hội công còn lại bao gồm nhà nước cũ. Quyền lực chính trị sẽ được phân cấp và phân bố đều trong nhân dân, tạo ra một xã hội cộng sản.

## Chủ nghĩa xã hội nhà nước tại các nước Cộng sản
Các mô hình kinh tế được thông qua tại Liên Xô cũ, Đông Âu và các quốc gia cộng sản khác thường được mô tả như là một hình thức của chủ nghĩa xã hội. Cơ sở tư tưởng cho hệ thống này là lý thuyết Marx – Lenin về chủ nghĩa xã hội trong một quốc gia. Hệ thống mà nổi lên trong những năm 1930 ở Liên Xô dựa trên sở hữu nhà nước các phương tiện sản xuất và lập kế hoạch tập trung, cùng với quản lý quan liêu ở nơi làm việc bởi các quan chức nhà nước mà dưới quyền một đảng cộng sản mà nắm tất cả quyền lực. Thay vì các nhà sản xuất kiểm soát và quản lý sản xuất, đảng kiểm soát cả bộ máy chính phủ mà đại diện cho đảng cộng sản, chỉ đạo nền kinh tế quốc gia, và lên kế hoạch sản xuất và phân phối hàng hóa.
Bởi vì vậy, những người theo chủ nghĩa Marx cổ điển và chính thống cũng như các nhóm Trotskyist lên án các nhà nước "Cộng sản" là những người theo Stalin và các nền kinh tế của họ như là nền kinh tế tư bản nhà nước hay đại diện cho các nhà nước của các công nhân bị thoái hóa.
Chủ nghĩa Trotsky lập luận rằng sự lãnh đạo của các quốc gia Cộng sản là tham nhũng và cho rằng nó bỏ rơi chủ nghĩa Marx về mọi mặt ngoại trừ cái tên. Đặc biệt, một số trường phái Trotskyist gọi các quốc gia này những nước của các công nhân thoái hóa 'để tương phản chúng với chủ nghĩa xã hội thực sự (ví dụ: nhà nước của công nhân); các trường phái Trotskyist khác gọi họ là tư bản nhà nước, để nhấn mạnh sự thiếu chủ nghĩa xã hội đích thực và sự hiện diện của các đặc điểm tư bản (lao động vì tiền lương, sản xuất hàng hóa, kiểm soát quan liêu đối với công nhân).

## Chỉ trích
Nhiều triết giả các phái chủ nghĩa xã hội tự do cá nhân, chủ nghĩa công đoàn, và chủ nghĩa vô chính phủ đã đi xa hơn trong những bài phê bình của họ, thậm chí nhạo chủ nghĩa Marx là chủ nghĩa xã hội nhà nước vì phái Marx ủng hộ việc lập một nhà nước vô sản tạm thời thay vì xoá bỏ hoàn toàn thể chế nhà nước. Họ sử dụng thuật ngữ chủ nghĩa xã hội nhà nước để tương phản với hình thức riêng của họ về chủ nghĩa xã hội, trong đó bao gồm hoặc quyền sở hữu tập thể (trong các hình thức hợp tác xã công nhân) hoặc quyền sở hữu chung của phương tiện sản xuất mà không có kinh tế kế hoạch nhà nước. Những nhà xã hội chủ nghĩa tự do cá nhân và vô chính phủ tin rằng nhà nước là không cần thiết trong một hệ thống xã hội chủ nghĩa, vì sẽ không có giai cấp để đàn áp và không cần cho một tổ chức dựa trên sự ép buộc, và do đó coi nhà nước là một tàn dư của chủ nghĩa tư bản. Hầu hết cũng cho rằng chủ nghĩa nhà nước chính nó trái ngược với chủ nghĩa xã hội thực sự, mục đích của nó dưới con mắt của các nhà xã hội chủ nghĩa tự do cá nhân như William Morris; là "để tiêu diệt nhà nước và thay bằng xã hội tự do".
Chủ nghĩa xã hội nhà nước thường được nhắc đến bởi những người gièm pha đơn giản là "xã hội chủ nghĩa". Nhà kinh tế học người Áo như Ludwig von Mises và Friedrich Hayek, ví dụ, liên tục sử dụng từ "xã hội chủ nghĩa" như một từ đồng nghĩa với chủ nghĩa xã hội nhà nước và kế hoạch tập trung. Thuộc ngữ "nhà nước" thường được thêm vào bởi các người theo chủ nghĩa xã hội với một phương pháp phi nhà nước để đạt được chủ nghĩa xã hội để chỉ trích xã hội chủ nghĩa nhà nước. những người tham gia phong trào công đoàn vô chính phủ và sau này từ Tony Cliff, nhiều Trotskyists, phủ nhận rằng nó còn là chủ nghĩa xã hội, thay vì vậy gọi đó là "chủ nghĩa tư bản nhà nước". Những nhà xã hội chủ nghĩa, phản đối bất kỳ hệ thống quản lý nhà nước nào, tin vào một cách tiếp cận phân cấp nhiều hơn trong đó đặt phương tiện sản xuất trực tiếp vào tay của những người lao động chứ không phải là gián tiếp thông qua bộ máy quan liêu nhà nước mà họ cho là đại diện cho một tầng lớp ưu tú mới.
Phái Trotsky tin rằng các nhà hoạch định trung ương, bất kể khả năng trí tuệ của họ, hoạt động mà không có sự tham dự của hàng triệu người tham gia vào nền kinh tế mà hiểu / đáp ứng với các điều kiện địa phương và những thay đổi trong nền kinh tế. Và vì điều này họ chỉ trích kế hoạch nhà nước trung ương không có khả năng phối hợp có hiệu quả mọi hoạt động kinh tế.
Phái Marx chính thống xem chủ nghĩa xã hội nhà nước như là một nghịch lý; trong khi một hiệp hội để quản lý việc sản xuất và kinh tế còn tồn tại trong chủ nghĩa xã hội, nó sẽ không còn là một nhà nước trong định nghĩa Marx (mà là dựa trên sự thống trị bởi một giai cấp). Điều này khiến một số nhà xã hội chủ nghĩa coi "chủ nghĩa xã hội" như là một hình thức của chủ nghĩa tư bản nhà nước (một nền kinh tế dựa trên lao động vì tiền lương và tích lũy vốn, nhưng với nhà nước sở hữu các phương tiện sản xuất) -. mà Fredrick Engels cho đó là hình thức cuối cùng của chủ nghĩa tư bản 
Ngày nay, nhiều đảng phái chính trị trung tả chủ trương một phiên bản nhẹ của những gì có thể được coi là "nền kinh tế hỗn hợp" hoặc "chủ nghĩa tư bản được điều chỉnh" trong hình thức dân chủ xã hội hiện đại, trong đó điều chỉnh được sử dụng ở vị trí của quyền sở hữu. Những nhà cải cách xã hội này không chủ trương lật đổ của chủ nghĩa tư bản trong một cuộc cách mạng xã hội, và họ hỗ trợ sự tồn tại tiếp tục của chính phủ, sở hữu tư nhân, và hệ thống kinh tế tư bản chủ nghĩa, chỉ quay sang các mục đích xã hội nhiều hơn.